# آیا یامانه
آیا یامانه (انگلیسی: Aya Yamane؛ زادهٔ ۴ فوریهٔ ۱۹۹۷) صداپیشه اهل ژاپن است. وی از سال ۲۰۱۶ میلادی تاکنون مشغول فعالیت بوده‌است.